# إيكولاب

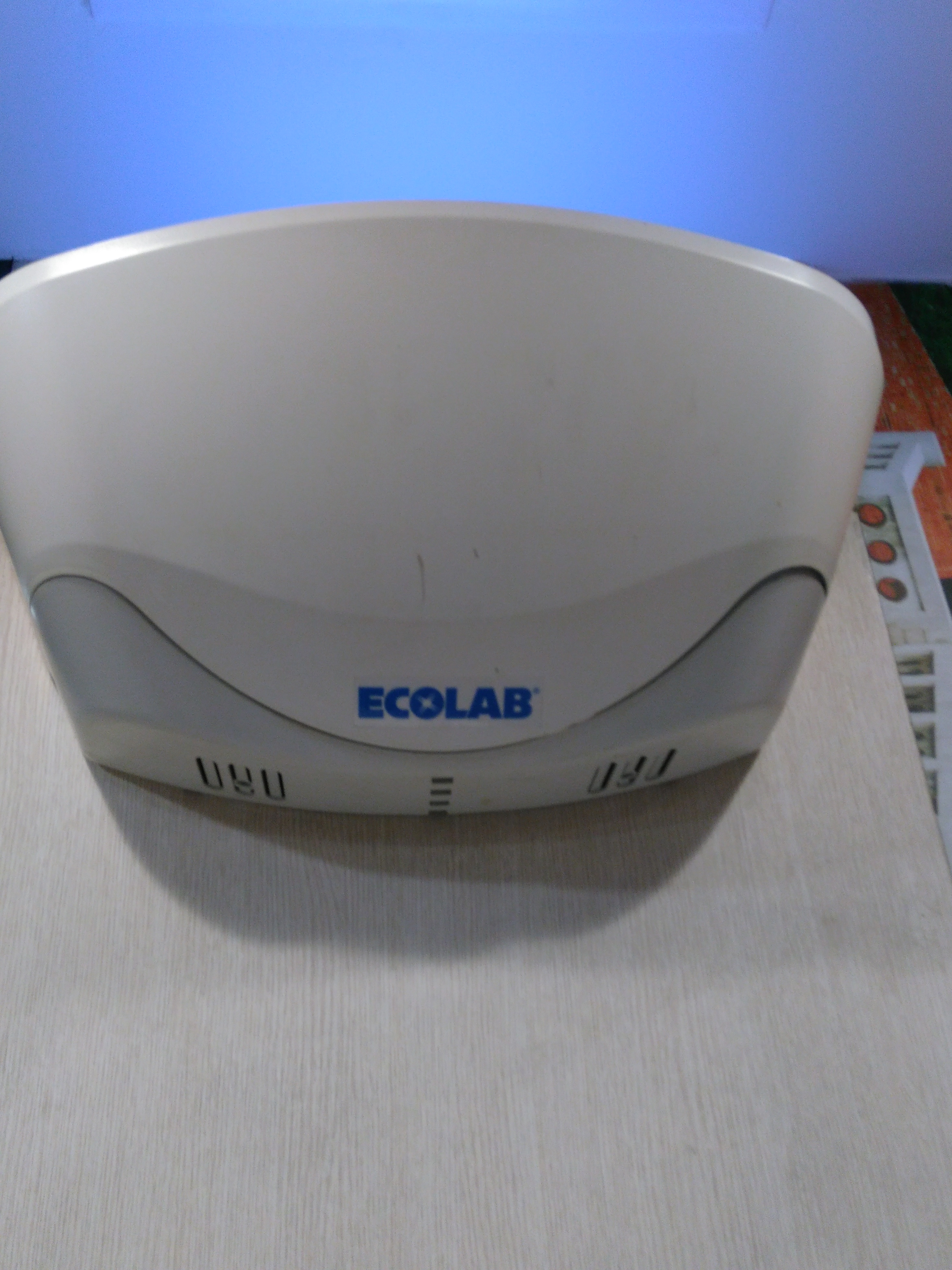
منتج ايكولاب

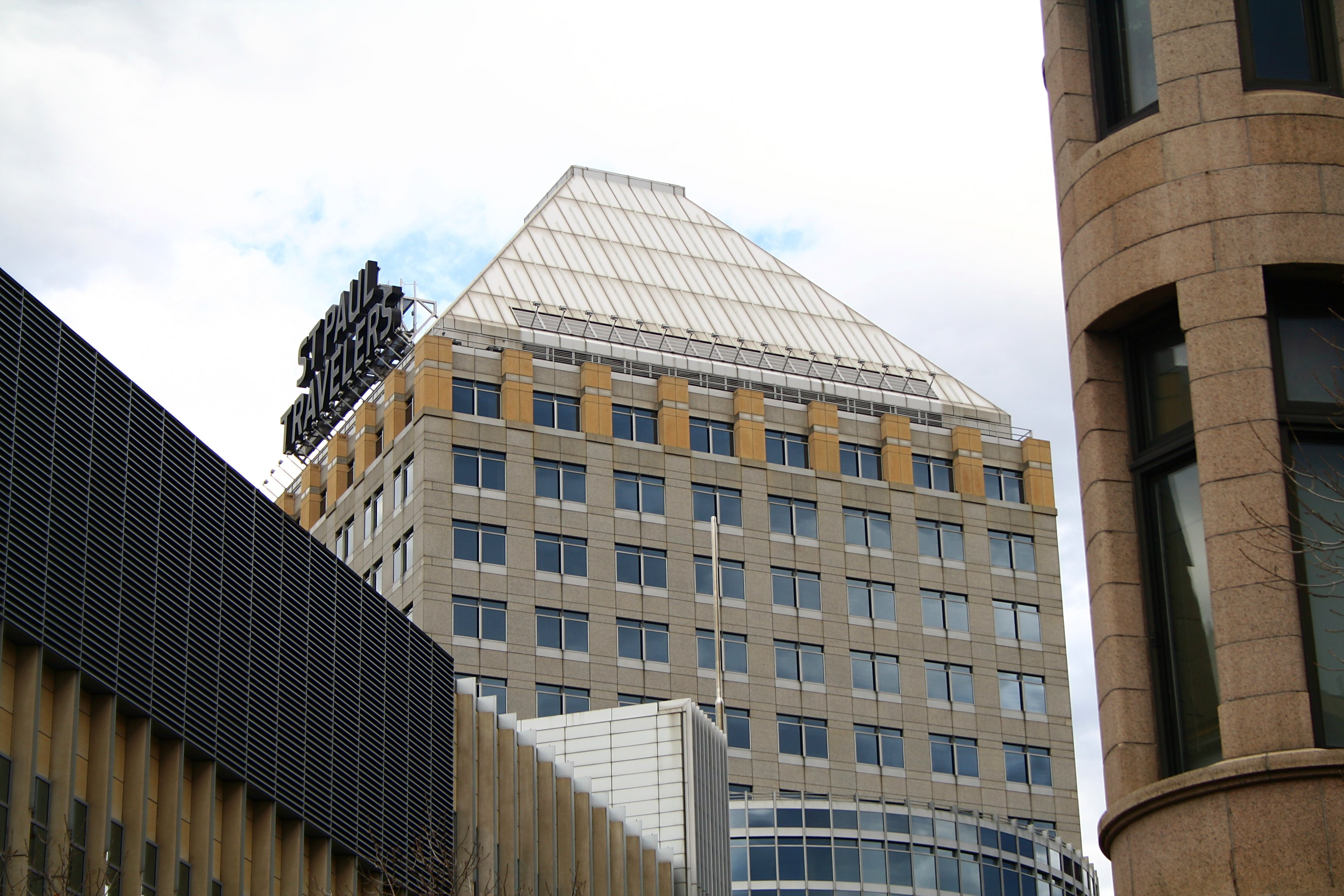
مقر ايكولاب في سانت بول ، مينيسوتا

إيكولاب (بالإنجليزية: إيكولاب Inc) هي شركة أمريكية عالمية توفر حلول وخدمات المياه والنظافة والوقاية من العدوى للأغذية والرعاية الصحية والضيافة والأسواق الصناعية. تأسست أنها مختبر الاقتصاد في عام 1923 من قبل ميريت أوسبورن وسميت إيكولاب في عام 1986.

## تاريخ

### السنوات الأولى: 1923 - 1950
أسس ميريت جي أوزبورن مختبر الاقتصاد في عام 1923 مع شعار توفير الوقت وتخفيف العمالة وتقليل التكاليف لمن نخدمهم. كان المنتج الأصلي للشركة هو Absorbit ، وهو منتج مصمم لتنظيف السجاد بسرعة في غرف الفنادق. سرعان ما تبع ذلك Soilax ، وهو صابون لغسالة الصحون. خلال الثلاثينيات، توسعت الشركة في جميع أنحاء الولايات المتحدة ووصلت المبيعات إلى 5.4 مليون دولار أمريكي بنهاية الأربعينيات.

### التحول إلى مؤسسة عامة والتوسع: 1950-1986
في الخمسينيات من القرن الماضي، بدأ التوسع الدولي لمختبر الاقتصاد، مع إنشاء أول فرع خارجي له في السويد في عام 1956. وأصبحت شركة مساهمة عامة في عام 1957، واستمرت في التوسع خلال الستينيات والسبعينيات. في عام 1979، استحوذت على شركة Apollo Technologies ، ولكن في عام 1983 تم إغلاق شركة Apollo الفرعية التي تم الاستحواذ عليها. في عام 1984، استحوذت شركة إيكولاب على شركة Lystads ، شركة رائدة في التخلص من الآفات في Grand Forks ، بولاية نورث داكوتا. هذا هو الأول من بين العديد من شركات خدمات الآفات الإقليمية التي تم الحصول عليها لإنشاء أعمال وطنية للقضاء على الآفات

### شركة إيكولاب: 1986-2000
في عام 1987، شكلت الشركة قسمًا للعناية بالمنسوجات لخدمة عملاء الغسيل التجاريين الذين يعالجون ما لا يقل عن مليون رطل من الكتان سنويًا.

### إيكولاب: 2000 - حتى الآن
في منتصف العقد الأول من القرن الحادي والعشرين، استمرت عمليات الاستحواذ الاستراتيجية، ونوعت شركة إيكولاب محفظتها من عروض العملاء من خلال الدخول في أعمال إدارة سلامة الأغذية وكذلك وحدة أعمال الرعاية الصحية.
في عام 2004، تم تعيين دوجلاس إم بيكر جونيور في منصب الرئيس التنفيذي. في عام 2006، تم تعيينه أيضًا رئيسًا لمجلس إدارة إيكولاب.
في عام 2005، افتتحت الشركة مركزًا عالميًا جديدًا للبحث والتطوير والهندسة في إيجان بولاية مينيسوتا.
في عام 2008، باعت هنكل جميع الأسهم البالغ عددها 73 مليون سهم، أي ما يقرب من 29.5٪ من حصتها في إيكولاب، منهية بذلك الشراكة التي استمرت لمدة عقدين من الزمان. .

## منتجات وخدمات
توفر شركة إيكولاب حلولًا وخدمات المياه والنظافة العامة والوقاية من العدوى للأغذية والرعاية الصحية والضيافة والأسواق الصناعية.
تقدم خدمات سلامة الأغذية في الشركة الاستشارات للمطاعم والمستشفيات وتجار التجزئة للأغذية ومرافق تصنيع الأغذية والمشروبات. كما أنها مورد للمواد الكيميائية المستخدمة من قبل مصنعي لحوم البقر والدواجن للحد من مسببات الأمراض، مثل الإشريكية القولونية والسالمونيلا في لحوم البقر والدواجن غير المطبوخة.